# Mario Ortiz
Mario Ortiz (28 de janeiro de 1936 - 2 de maio de 2006) foi um futebolista chileno. Ele competiu na Copa do Mundo FIFA de 1962, sediada no Chile.